# Medaliści igrzysk olimpijskich w snowboardingu

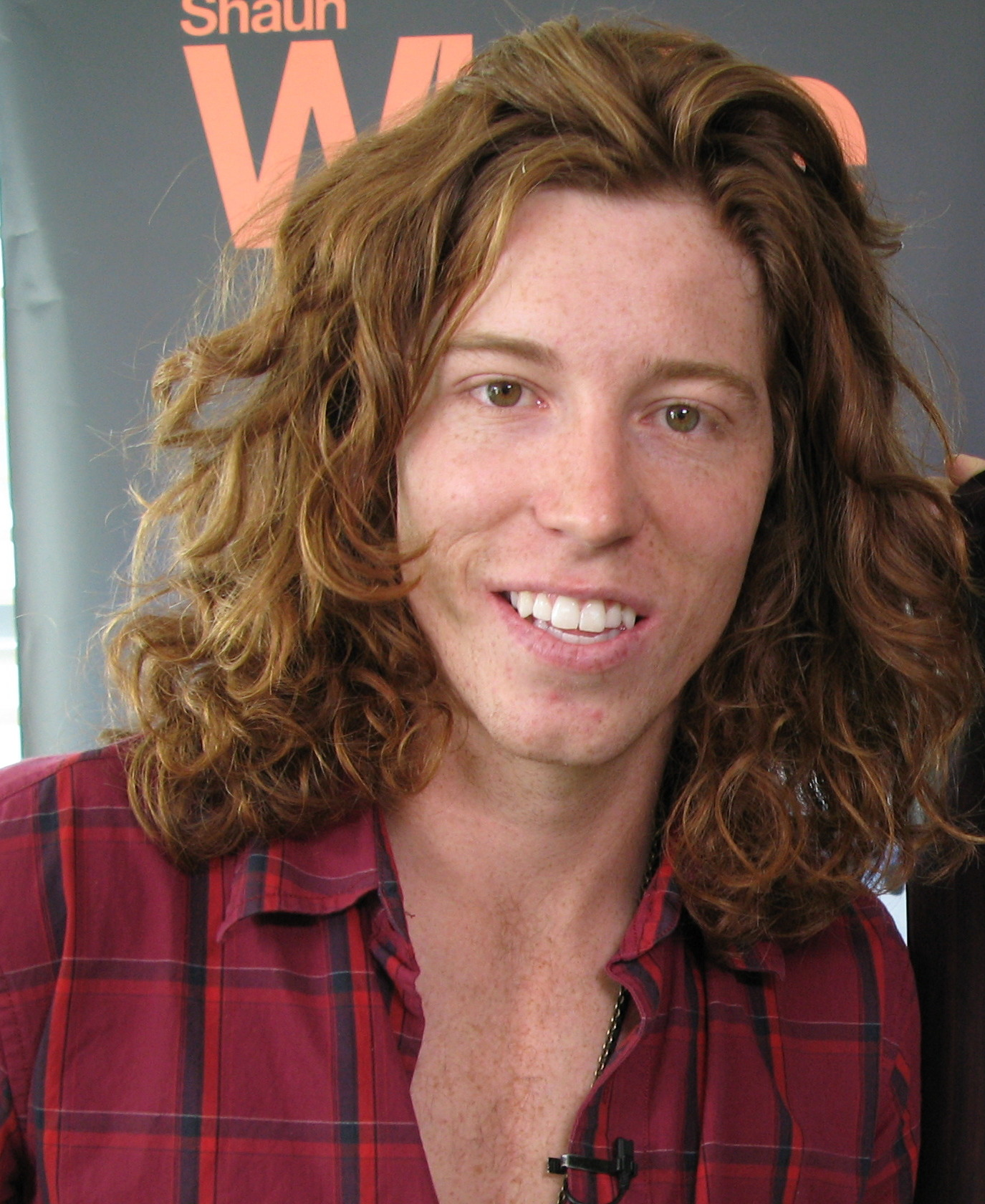
Shaun White – trzykrotny mistrz olimpijski w snowboardingu

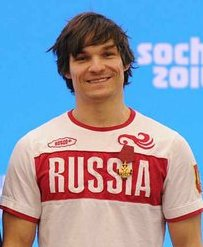
Vic Wild – dwukrotny mistrz olimpijski w snowboardingu

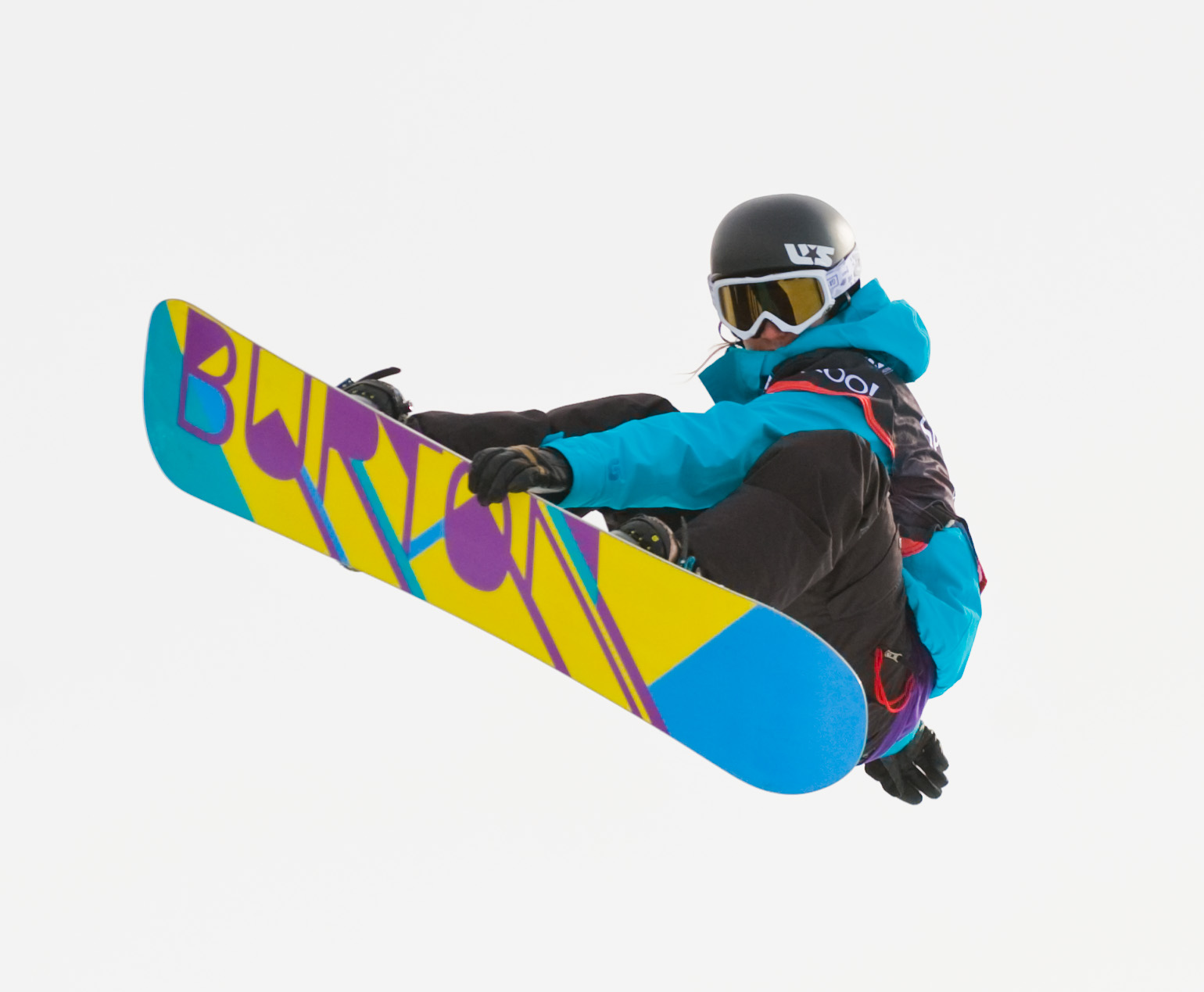
Kelly Clark – trzykrotna medalistka olimpijska w snowboardingu

Medaliści igrzysk olimpijskich w snowboardingu – zestawienie zawodników i zawodniczek, którzy przynajmniej raz stanęli na podium zawodów olimpijskich w snowboardingu.
Pierwszymi konkurencjami snowboardowymi, które w 1998 roku zostały wprowadzone do programu olimpijskiego, były half-pipe i slalom gigant. Half-pipe, będący konkurencją należącą do freestyle’u, pozostaje jedyną konkurencją snowboardową, która jest rozgrywana nieprzerwanie od igrzysk w Nagano. Slalom gigant, pierwsza olimpijska snowboardowa konkurencja alpejska, był częścią igrzysk olimpijskich tylko w Nagano. Podczas igrzysk w Salt Lake City zawody w slalomie gigancie zastąpiono slalomem gigantem równoległym. Na kolejnych igrzyskach, w 2006 roku w Turynie, zadebiutował snowcross, nazywany także snowboardcrossem i boardercrossem. Osiem lat później, na igrzyskach w Soczi, do programu olimpijskiego włączono dodatkową konkurencję alpejską – slalom równoległy oraz konkurencję freestylową – slopestyle. W 2018 roku, na igrzyskach w Pjongczangu, w kalendarzu olimpijskim znalazł się również Big Air kobiet i mężczyzn.
Najwięcej medali olimpijskich w snowboardingu zdobyli zawodnicy i zawodniczki ze Stanów Zjednoczonych. W ich dorobku jest 31 medali – 14 złotych, 7 srebrnych i 10 brązowych. Na drugim miejscu w klasyfikacji medalowej znajduje się Szwajcaria z dorobkiem 13 medali.
Najbardziej utytułowanym snowboardzistą jest Shaun White, który w latach 2006–2018 zdobył trzy złote medale olimpijskie. Ponadto pięcioro zawodników zdobyło po dwa złote medale – Philipp Schoch, Seth Wescott, Jamie Anderson, Pierre Vaultier i Vic Wild. Wszyscy poza Wildem zdobyli złoto w tej samej konkurencji podczas dwóch kolejnych igrzysk – Schoch dokonał tego w slalomie gigancie równoległym, White w halfpipie, Wescott w snowcrossie, Anderson w slopestyle’u, a Vaultier w snowcrossie. Vic Wild pozostaje natomiast jedynym zawodnikiem, który zdobył dwa złote medale w trakcie jednych igrzysk – w Soczi został mistrzem olimpijskim w slalomie równoległym i slalomie gigancie równoległym. Najwięcej medali wszystkich kruszców wśród kobiet – trzy (jeden złoty i dwa brązowe) – wywalczyła Kelly Clark.
W latach 1998–2014 troje zawodników zdobyło po dwa medale w różnych konkurencjach snowboardowych. Jako pierwszej udało się to Karine Ruby – złotej medalistce igrzysk w Nagano w slalomie gigancie i srebrnej w Salt Lake City w slalomie gigancie równoległym. Poza Francuzką dokonali tego Amelie Kober (srebrny medal w Turynie w slalomie gigancie równoległym i brązowy w Soczi w slalomie równoległym) oraz Vic Wild (dwa złote medale w Soczi w slalomie gigancie równoległym i slalomie równoległym).

## Medaliści chronologicznie

### Slalom gigant mężczyzn
Zawody olimpijskie w snowboardowym slalomie gigancie przeprowadzono tylko raz, podczas igrzysk w Nagano, kiedy snowboarding debiutował na igrzyskach olimpijskich. Poniżej przedstawiono medalistów w tej konkurencji w zawodach mężczyzn.
| Rok i miejsce |        | Złoto           |        | Srebro         |  | Brąz            | Źr.   |
| ------------- | ------ | --------------- | ------ | -------------- |  | --------------- | ----- |
| 1998, Nagano  | Kanada | Ross Rebagliati | Włochy | Thomas Prugger |  | Ueli Kestenholz | [ 2 ] |

### Half-pipe mężczyzn
Half-pipe jest jedyną konkurencją snowboardową, która rozgrywana jest nieprzerwanie od wprowadzenia snowboardingu do programu igrzysk olimpijskich. W poniższej tabeli przedstawiono medalistów w rywalizacji mężczyzn w tej konkurencji. Jedynym zawodnikiem, który obronił tytuł mistrza olimpijskiego w half-pipie mężczyzn, a zarazem jedynym z dorobkiem trzech złotych medali, jest Shaun White. Multimedalistami w tej konkurencji zostali również dwaj inni Amerykanie – Ross Powers i Danny Kass, Japończyk Ayumu Hirano oraz Australijczyk Scotty James.
| Rok i miejsce        |                   | Złoto               |                   | Srebro          |                   | Brąz          | Źr.   |
| -------------------- | ----------------- | ------------------- | ----------------- | --------------- | ----------------- | ------------- | ----- |
| 1998, Nagano         |                   | Gian Simmen         | Norwegia          | Daniel Franck   | Stany Zjednoczone | Ross Powers   | [ 3 ] |
| 2002, Salt Lake City | Stany Zjednoczone | Ross Powers         | Stany Zjednoczone | Danny Kass      | Stany Zjednoczone | Jarret Thomas | [ 4 ] |
| 2006, Turyn          | Stany Zjednoczone | Shaun White         | Stany Zjednoczone | Danny Kass      | Finlandia         | Markku Koski  | [ 5 ] |
| 2010, Vancouver      | Stany Zjednoczone | Shaun White         | Finlandia         | Peetu Piiroinen | Stany Zjednoczone | Scotty Lago   | [ 6 ] |
| 2014, Soczi          |                   | Iouri Podladtchikov | Japonia           | Ayumu Hirano    | Japonia           | Taku Hiraoka  | [ 7 ] |
| 2018, Pjongczang     | Stany Zjednoczone | Shaun White         | Australia         | Scotty James    | Japonia           | Ayumu Hirano  | [ 8 ] |
| 2022, Pekin          | Japonia           | Ayumu Hirano        | Australia         | Scotty James    |                   | Jan Scherrer  | [ 9 ] |

### Slalom gigant równoległy mężczyzn
Zawody olimpijskie w slalomie gigancie równoległym mężczyzn rozgrywane są od igrzysk w Salt Lake City. Jedynym snowboardzistą, który obronił tytuł mistrza olimpijskiego w tej konkurencji, jest Philipp Schoch. Dwukrotnie medalistami olimpijskimi w tej konkurencji zostali również Nevin Galmarini, Žan Košir, Vic Wild i Benjamin Karl. Poniżej przedstawiono wszystkich medalistów z lat 2002–2022.
| Rok i miejsce        |         | Złoto              |                  | Srebro              |                   | Brąz              | Źr.    |
| -------------------- | ------- | ------------------ | ---------------- | ------------------- | ----------------- | ----------------- | ------ |
| 2002, Salt Lake City |         | Philipp Schoch     | Szwecja          | Richard Richardsson | Stany Zjednoczone | Chris Klug        | [ 10 ] |
| 2006, Turyn          |         | Philipp Schoch     |                  | Simon Schoch        | Austria           | Siegfried Grabner | [ 11 ] |
| 2010, Vancouver      | Kanada  | Jasey-Jay Anderson | Austria          | Benjamin Karl       | Francja           | Mathieu Bozzetto  | [ 12 ] |
| 2014, Soczi          | Rosja   | Vic Wild           |                  | Nevin Galmarini     | Słowenia          | Žan Košir         | [ 13 ] |
| 2018, Pjongczang     |         | Nevin Galmarini    | Korea Południowa | Lee Sang-ho         | Słowenia          | Žan Košir         | [ 14 ] |
| 2022, Pekin          | Austria | Benjamin Karl      | Słowenia         | Tim Mastnak         |                   | Vic Wild          | [ 15 ] |

### Snowboard cross mężczyzn
Snowcross, zwany również snowboard crossem i boardercrossem, po raz pierwszy pojawił się w programie olimpijskim igrzysk w Turynie. Poniżej znajduje się zestawienie medalistów w tej konkurencji mężczyzn z lat 2006–2022. Dwóch zawodników obroniło tytuł mistrza olimpijskiego w tej konkurencji, są to Seth Wescott i Pierre Vaultier.
| Rok i miejsce    |                   | Złoto               |           | Srebro         |                   | Brąz                 | Źr.    |
| ---------------- | ----------------- | ------------------- | --------- | -------------- | ----------------- | -------------------- | ------ |
| 2006, Turyn      | Stany Zjednoczone | Seth Wescott        | Słowacja  | Radoslav Židek | Francja           | Paul-Henri de Le Rue | [ 16 ] |
| 2010, Vancouver  | Stany Zjednoczone | Seth Wescott        | Kanada    | Mike Robertson | Francja           | Tony Ramoin          | [ 17 ] |
| 2014, Soczi      | Francja           | Pierre Vaultier     | Rosja     | Nikołaj Olunin | Stany Zjednoczone | Alex Deibold         | [ 18 ] |
| 2018, Pjongczang | Francja           | Pierre Vaultier     | Australia | Jarryd Hughes  | Hiszpania         | Regino Hernández     | [ 19 ] |
| 2022, Pekin      | Austria           | Alessandro Hämmerle | Kanada    | Éliot Grondin  | Włochy            | Omar Visintin        | [ 20 ] |

### Slalom równoległy mężczyzn
Snowboardowy slalom równoległy na igrzyskach olimpijskich zaczęto rozgrywać od igrzysk w Soczi. Poniżej przedstawiono medalistów tych zawodów.
| Rok i miejsce |       | Złoto    |          | Srebro    |         | Brąz          | Źr.    |
| ------------- | ----- | -------- | -------- | --------- | ------- | ------------- | ------ |
| 2014, Soczi   | Rosja | Vic Wild | Słowenia | Žan Košir | Austria | Benjamin Karl | [ 21 ] |

### Slopestyle mężczyzn
Wspólnie ze slalomem równoległym do programu olimpijskiego w Soczi wprowadzono również jeszcze jedną konkurencję – slopestyle. Poniżej przedstawiono medalistów w slopestyle’u w latach 2014–2022.
| Rok i miejsce    |                   | Złoto           |          | Srebro         |        | Brąz          | Źr.    |
| ---------------- | ----------------- | --------------- | -------- | -------------- | ------ | ------------- | ------ |
| 2014, Soczi      | Stany Zjednoczone | Sage Kotsenburg | Norwegia | Ståle Sandbech | Kanada | Mark McMorris | [ 22 ] |
| 2018, Pjongczang | Stany Zjednoczone | Redmond Gerard  | Kanada   | Maxence Parrot | Kanada | Mark McMorris | [ 23 ] |
| 2022, Pekin      | Kanada            | Maxence Parrot  |          | Su Yiming      | Kanada | Mark McMorris | [ 24 ] |

### Big air mężczyzn
W 2018 roku po raz pierwszy przeprowadzono rywalizację olimpijską w big air. Poniżej przedstawiono medalistów tych zawodów w latach 2018–2022.
| Rok i miejsce    |        | Złoto             |                   | Srebro        |                 | Brąz           | Źr.    |
| ---------------- | ------ | ----------------- | ----------------- | ------------- | --------------- | -------------- | ------ |
| 2018, Pjongczang | Kanada | Sebastien Toutant | Stany Zjednoczone | Kyle Mack     | Wielka Brytania | Billy Morgan   | [ 25 ] |
| 2022, Pekin      |        | Su Yiming         | Norwegia          | Mons Røisland | Kanada          | Maxence Parrot | [ 26 ] |

### Slalom gigant kobiet
Snowboardowy slalom gigant kobiet był konkurencją olimpijską tylko raz, w 1998 roku. W poniższym zestawieniu przedstawiono medalistki tych zawodów.
| Rok i miejsce |         | Złoto       |        | Srebro       |         | Brąz          | Źr.    |
| ------------- | ------- | ----------- | ------ | ------------ | ------- | ------------- | ------ |
| 1998, Nagano  | Francja | Karine Ruby | Niemcy | Heidi Renoth | Austria | Brigitte Köck | [ 27 ] |

### Half-pipe kobiet
Zawody olimpijskie w half-pipie rozgrywane są nieprzerwanie od 1998 roku. W tej konkurencji Kelly Clark zdobyła łącznie trzy medale (w 2002, 2010 i 2014 roku). Jedyną zawodniczką, która w half-pipie obroniła tytuł mistrzyni olimpijskiej, jest Chloe Kim. Ponadto po dwa medale (po jednym złotym i srebrnym) wywalczyły Hannah Teter i Torah Bright. W tabeli ujęto wszystkie medalistki w tej konkurencji w latach 1998–2022.
| Rok i miejsce        |                   | Złoto              |                   | Srebro             |                   | Brąz              | Źr.    |
| -------------------- | ----------------- | ------------------ | ----------------- | ------------------ | ----------------- | ----------------- | ------ |
| 1998, Nagano         | Niemcy            | Nicola Thost       | Norwegia          | Stine Brun Kjeldås | Stany Zjednoczone | Shannon Dunn      | [ 28 ] |
| 2002, Salt Lake City | Stany Zjednoczone | Kelly Clark        | Francja           | Doriane Vidal      |                   | Fabienne Reuteler | [ 29 ] |
| 2006, Turyn          | Stany Zjednoczone | Hannah Teter       | Stany Zjednoczone | Gretchen Bleiler   | Norwegia          | Kjersti Buaas     | [ 30 ] |
| 2010, Vancouver      | Australia         | Torah Bright       | Stany Zjednoczone | Hannah Teter       | Stany Zjednoczone | Kelly Clark       | [ 31 ] |
| 2014, Soczi          | Stany Zjednoczone | Kaitlyn Farrington | Australia         | Torah Bright       | Stany Zjednoczone | Kelly Clark       | [ 32 ] |
| 2018, Pjongczang     | Stany Zjednoczone | Chloe Kim          |                   | Liu Jiayu          | Stany Zjednoczone | Arielle Gold      | [ 33 ] |
| 2022, Pekin          | Stany Zjednoczone | Chloe Kim          | Hiszpania         | Queralt Castellet  | Japonia           | Sena Tomita       | [ 34 ] |

### Slalom gigant równoległy kobiet
Rywalizacja olimpijska snowboardzistek w slalomie gigancie równoległym odbywa się od igrzysk w Salt Lake City – konkurencja ta zastąpiła wówczas zawody w slalomie gigancie. W tej konkurencji jedyną dwukrotną mistrzynią olimpijską jest Ester Ledecká. Z kolei Karine Ruby została pierwszą zawodniczką, która stanęła na podium w dwóch konkurencjach snowboardowych – w Nagano zwyciężyła w slalomie gigancie, a w Salt Lake City była druga w slalomie gigancie równoległym. Wśród medalistek w slalomie gigancie równoległym jest również Amelie Kober, która w 2014 roku stanęła na podium olimpijskim także w slalomie równoległym. W tabeli przedstawiono wszystkie medalistki slalomu giganta równoległego kobiet w latach 2002–2022.
| Rok i miejsce        |          | Złoto               |         | Srebro               |                   | Brąz                       | Źr.    |
| -------------------- | -------- | ------------------- | ------- | -------------------- | ----------------- | -------------------------- | ------ |
| 2002, Salt Lake City | Francja  | Isabelle Blanc      | Francja | Karine Ruby          | Włochy            | Lidia Trettel              | [ 35 ] |
| 2006, Turyn          |          | Daniela Meuli       | Niemcy  | Amelie Kober         | Stany Zjednoczone | Rosey Fletcher             | [ 36 ] |
| 2010, Vancouver      | Holandia | Nicolien Sauerbreij | Rosja   | Jekatierina Iluchina | Austria           | Marion Kreiner             | [ 37 ] |
| 2014, Soczi          |          | Patrizia Kummer     | Japonia | Tomoka Takeuchi      | Rosja             | Alona Zawarzina            | [ 38 ] |
| 2018, Pjongczang     | Czechy   | Ester Ledecká       | Niemcy  | Selina Jörg          | Niemcy            | Ramona Theresia Hofmeister | [ 39 ] |
| 2022, Pekin          | Czechy   | Ester Ledecká       | Austria | Daniela Ulbing       | Słowenia          | Glorija Kotnik             | [ 40 ] |

### Snowboard cross kobiet
Snowboard cross w programie igrzysk olimpijskich znajduje się od 2006 roku. Dwukrotnie na podium olimpijskim w tej konkurencji stanęły cztery zawodniczki – Lindsey Jacobellis (złoto w Pekinie i srebro w Turynie), Eva Samková (złoto w Soczi i brąz w Pjongczangu), Dominique Maltais (srebro w Soczi i brąz w Turynie) oraz Chloé Trespeuch (srebro w Pekinie i brąz w Soczi). Poniżej zaprezentowano zestawienie medalistek w tej konkurencji w latach 2006–2022.
| Rok i miejsce    |                   | Złoto              |                   | Srebro                          |         | Brąz              | Źr.    |
| ---------------- | ----------------- | ------------------ | ----------------- | ------------------------------- | ------- | ----------------- | ------ |
| 2006, Turyn      |                   | Tanja Frieden      | Stany Zjednoczone | Lindsey Jacobellis              | Kanada  | Dominique Maltais | [ 41 ] |
| 2010, Vancouver  | Kanada            | Maëlle Ricker      | Francja           | Déborah Anthonioz               |         | Olivia Nobs       | [ 42 ] |
| 2014, Soczi      | Czechy            | Eva Samková        | Kanada            | Dominique Maltais               | Francja | Chloé Trespeuch   | [ 43 ] |
| 2018, Pjongczang | Włochy            | Michela Moioli     | Francja           | Julia Pereira de Sousa-Mabileau | Czechy  | Eva Samková       | [ 44 ] |
| 2022, Pekin      | Stany Zjednoczone | Lindsey Jacobellis | Francja           | Chloé Trespeuch                 | Kanada  | Meryeta O’Dine    | [ 45 ] |

### Slalom równoległy kobiet
Snowboardowy slalom równoległy na igrzyskach olimpijskich zaczęto rozgrywać od igrzysk w Soczi. Poniżej przedstawiono medalistki tych zawodów.
| Rok i miejsce |         | Złoto           |        | Srebro        |        | Brąz         | Źr.    |
| ------------- | ------- | --------------- | ------ | ------------- | ------ | ------------ | ------ |
| 2014, Soczi   | Austria | Julia Dujmovits | Niemcy | Anke Karstens | Niemcy | Amelie Kober | [ 46 ] |

### Slopestyle kobiet
Wspólnie ze slalomem równoległym do programu olimpijskiego w Soczi wprowadzono również jeszcze jedną konkurencję – slopestyle. Poniżej przedstawiono medalistki w slopestyle’u w latach 2014–2022.
| Rok i miejsce    |                   | Złoto                |                   | Srebro         |                 | Brąz           | Źr.    |
| ---------------- | ----------------- | -------------------- | ----------------- | -------------- | --------------- | -------------- | ------ |
| 2014, Soczi      | Stany Zjednoczone | Jamie Anderson       | Finlandia         | Enni Rukajärvi | Wielka Brytania | Jenny Jones    | [ 47 ] |
| 2018, Pjongczang | Stany Zjednoczone | Jamie Anderson       | Kanada            | Laurie Blouin  | Finlandia       | Enni Rukajärvi | [ 48 ] |
| 2022, Pekin      | Nowa Zelandia     | Zoi Sadowski-Synnott | Stany Zjednoczone | Julia Marino   | Australia       | Tess Coady     | [ 49 ] |

### Big air kobiet
W 2018 roku po raz pierwszy przeprowadzono rywalizację olimpijską w big air. Poniżej przedstawiono medalistki tych zawodów w latach 2018–2022.
| Rok i miejsce    |         | Złoto       |                   | Srebro               |               | Brąz                 | Źr.    |
| ---------------- | ------- | ----------- | ----------------- | -------------------- | ------------- | -------------------- | ------ |
| 2018, Pjongczang | Austria | Anna Gasser | Stany Zjednoczone | Jamie Anderson       | Nowa Zelandia | Zoi Sadowski-Synnott | [ 50 ] |
| 2022, Pekin      | Austria | Anna Gasser | Nowa Zelandia     | Zoi Sadowski-Synnott | Japonia       | Kokomo Murase        | [ 51 ] |

### Snowboard cross drużynowo
Od igrzysk w Pekinie w 2022 roku w programie olimpijskim znajduje się rywalizacja w drużynowym snowboard crossie. W zawodach biorą udział drużyny dwuosobowe, w skład których wchodzi po jednym zawodniku i jednej zawodniczce z danej reprezentacji. Poniżej przedstawiono medalistów w tej konkurencji.
| Rok i miejsce | Złoto                                   | Srebro                              | Brąz                                | Źr.    |
| ------------- | --------------------------------------- | ----------------------------------- | ----------------------------------- | ------ |
| 2022, Pekin   | USA Nick Baumgartner Lindsey Jacobellis | Włochy Omar Visintin Michela Moioli | Kanada Éliot Grondin Meryeta O’Dine | [ 52 ] |

## Klasyfikacje medalowe

### Klasyfikacja zawodników
Stan na 15 lutego 2022
W poniższym zestawieniu ujęto klasyfikację zawodników, którzy zdobyli przynajmniej jeden medal olimpijski w snowboardingu. W przypadku, gdy dwóch lub więcej zawodników zdobyło tę samą liczbę medali wszystkich kolorów, wzięto pod uwagę najpierw kolejność chronologiczną, a następnie porządek alfabetyczny.
| Miejsce | Zawodnik             | Państwo                           | Lata      | Złoto | Srebro | Brąz | Razem |
| ------- | -------------------- | --------------------------------- | --------- | ----- | ------ | ---- | ----- |
| 1.      | Shaun White          | USA                               | 2006–2018 | 3     | –      | –    | 3     |
| 2.      | Vic Wild             | Rosja Rosyjski Komitet Olimpijski | 2014–2022 | 2     | –      | 1    | 3     |
| 3.      | Philipp Schoch       | Szwajcaria                        | 2002–2006 | 2     | –      | –    | 2     |
| 3.      | Seth Wescott         | USA                               | 2006–2010 | 2     | –      | –    | 2     |
| 3.      | Pierre Vaultier      | Francja                           | 2014–2018 | 2     | –      | –    | 2     |
| 6.      | Benjamin Karl        | Austria                           | 2010–2022 | 1     | 1      | 1    | 3     |
| 6.      | Ayumu Hirano         | Japonia                           | 2014–2022 | 1     | 1      | 1    | 3     |
| 6.      | Maxence Parrot       | Kanada                            | 2018–2022 | 1     | 1      | 1    | 3     |
| 9.      | Nevin Galmarini      | Szwajcaria                        | 2014–2018 | 1     | 1      | –    | 2     |
| 9.      | Su Yiming            | ChRL                              | 2022      | 1     | 1      | –    | 2     |
| 11.     | Ross Powers          | USA                               | 1998–2002 | 1     | –      | 1    | 2     |
| 12.     | Ross Rebagliati      | Kanada                            | 1998      | 1     | –      | –    | 1     |
| 12.     | Gian Simmen          | Szwajcaria                        | 1998      | 1     | –      | –    | 1     |
| 12.     | Jasey-Jay Anderson   | Kanada                            | 2010      | 1     | –      | –    | 1     |
| 12.     | Sage Kotsenburg      | USA                               | 2014      | 1     | –      | –    | 1     |
| 12.     | Iouri Podladtchikov  | Szwajcaria                        | 2014      | 1     | –      | –    | 1     |
| 12.     | Redmond Gerard       | USA                               | 2018      | 1     | –      | –    | 1     |
| 12.     | Sebastien Toutant    | Kanada                            | 2018      | 1     | –      | –    | 1     |
| 12.     | Nick Baumgartner     | USA                               | 2022      | 1     | –      | –    | 1     |
| 12.     | Alessandro Hämmerle  | Austria                           | 2022      | 1     | –      | –    | 1     |
| 21.     | Danny Kass           | USA                               | 2002–2006 | –     | 2      | –    | 2     |
| 21.     | Scotty James         | Australia                         | 2018–2022 | –     | 2      | –    | 2     |
| 23.     | Žan Košir            | Słowenia                          | 2014–2018 | –     | 1      | 2    | 3     |
| 24.     | Éliot Grondin        | Kanada                            | 2022      | –     | 1      | 1    | 2     |
| 24.     | Omar Visintin        | Włochy                            | 2022      | –     | 1      | 1    | 2     |
| 26.     | Daniel Franck        | Norwegia                          | 1998      | –     | 1      | –    | 1     |
| 26.     | Thomas Prugger       | Włochy                            | 1998      | –     | 1      | –    | 1     |
| 26.     | Richard Richardsson  | Szwecja                           | 2002      | –     | 1      | –    | 1     |
| 26.     | Simon Schoch         | Szwajcaria                        | 2006      | –     | 1      | –    | 1     |
| 26.     | Radoslav Židek       | Słowacja                          | 2006      | –     | 1      | –    | 1     |
| 26.     | Peetu Piiroinen      | Finlandia                         | 2010      | –     | 1      | –    | 1     |
| 26.     | Mike Robertson       | Kanada                            | 2010      | –     | 1      | –    | 1     |
| 26.     | Nikołaj Olunin       | Rosja                             | 2014      | –     | 1      | –    | 1     |
| 26.     | Ståle Sandbech       | Norwegia                          | 2014      | –     | 1      | –    | 1     |
| 26.     | Jarryd Hughes        | Australia                         | 2018      | –     | 1      | –    | 1     |
| 26.     | Kyle Mack            | USA                               | 2018      | –     | 1      | –    | 1     |
| 26.     | Lee Sang-ho          | Korea Południowa                  | 2018      | –     | 1      | –    | 1     |
| 26.     | Tim Mastnak          | Słowenia                          | 2022      | –     | 1      | –    | 1     |
| 26.     | Mons Røisland        |                                   | 2022      | –     | 1      | –    | 1     |
| 40.     | Mark McMorris        | Kanada                            | 2014–2022 | –     | –      | 3    | 3     |
| 41.     | Ueli Kestenholz      | Szwajcaria                        | 1998      | –     | –      | 1    | 1     |
| 41.     | Chris Klug           | USA                               | 2002      | –     | –      | 1    | 1     |
| 41.     | Jarret Thomas        | USA                               | 2002      | –     | –      | 1    | 1     |
| 41.     | Siegfried Grabner    | Austria                           | 2006      | –     | –      | 1    | 1     |
| 41.     | Markku Koski         | Finlandia                         | 2006      | –     | –      | 1    | 1     |
| 41.     | Paul-Henri de Le Rue | Francja                           | 2006      | –     | –      | 1    | 1     |
| 41.     | Mathieu Bozzetto     | Francja                           | 2010      | –     | –      | 1    | 1     |
| 41.     | Scotty Lago          | USA                               | 2010      | –     | –      | 1    | 1     |
| 41.     | Tony Ramoin          | Francja                           | 2010      | –     | –      | 1    | 1     |
| 41.     | Alex Deibold         | USA                               | 2014      | –     | –      | 1    | 1     |
| 41.     | Taku Hiraoka         | Japonia                           | 2014      | –     | –      | 1    | 1     |
| 41.     | Regino Hernández     | Hiszpania                         | 2018      | –     | –      | 1    | 1     |
| 41.     | Billy Morgan         | Wielka Brytania                   | 2018      | –     | –      | 1    | 1     |
| 41.     | Jan Scherrer         | Szwajcaria                        | 2022      | –     | –      | 1    | 1     |

### Klasyfikacja zawodniczek
Stan na 15 lutego 2022
W poniższym zestawieniu ujęto klasyfikację zawodniczki, które zdobyły przynajmniej jeden medal olimpijski w snowboardingu. W przypadku, gdy dwie lub więcej zawodniczki zdobyły tę samą liczbę medali wszystkich kolorów, wzięto pod uwagę najpierw kolejność chronologiczną, a następnie porządek alfabetyczny.
| Miejsce | Zawodniczka                     | Państwo         | Lata      | Złoto | Srebro | Brąz | Razem |
| ------- | ------------------------------- | --------------- | --------- | ----- | ------ | ---- | ----- |
| 1.      | Lindsey Jacobellis              | USA             | 2006–2022 | 2     | 1      | –    | 3     |
| 1.      | Jamie Anderson                  | USA             | 2014–2018 | 2     | 1      | –    | 3     |
| 3.      | Anna Gasser                     | Austria         | 2018–2022 | 2     | –      | –    | 2     |
| 3.      | Chloe Kim                       | USA             | 2018–2022 | 2     | –      | –    | 2     |
| 3.      | Ester Ledecká                   | Czechy          | 2018–2022 | 2     | –      | –    | 2     |
| 6.      | Zoi Sadowski-Synnott            | Nowa Zelandia   | 2018–2022 | 1     | 1      | 1    | 3     |
| 7.      | Karine Ruby                     | Francja         | 1998–2002 | 1     | 1      | –    | 2     |
| 7.      | Hannah Teter                    | USA             | 2006–2010 | 1     | 1      | –    | 2     |
| 7.      | Torah Bright                    | Australia       | 2010–2014 | 1     | 1      | –    | 2     |
| 7.      | Michela Moioli                  | Włochy          | 2018–2022 | 1     | 1      | –    | 2     |
| 11.     | Kelly Clark                     | USA             | 2002–2014 | 1     | –      | 2    | 3     |
| 12.     | Eva Samková                     | Czechy          | 2014–2018 | 1     | –      | 1    | 2     |
| 13.     | Nicola Thost                    | Niemcy          | 1998      | 1     | –      | –    | 1     |
| 13.     | Isabelle Blanc                  | Francja         | 2002      | 1     | –      | –    | 1     |
| 13.     | Tanja Frieden                   | Szwajcaria      | 2006      | 1     | –      | –    | 1     |
| 13.     | Daniela Meuli                   | Szwajcaria      | 2006      | 1     | –      | –    | 1     |
| 13.     | Maëlle Ricker                   | Kanada          | 2010      | 1     | –      | –    | 1     |
| 13.     | Nicolien Sauerbreij             | Holandia        | 2010      | 1     | –      | –    | 1     |
| 13.     | Julia Dujmovits                 | Austria         | 2014      | 1     | –      | –    | 1     |
| 13.     | Kaitlyn Farrington              | USA             | 2014      | 1     | –      | –    | 1     |
| 13.     | Patrizia Kummer                 | Szwajcaria      | 2014      | 1     | –      | –    | 1     |
| 22.     | Amelie Kober                    | Niemcy          | 2006–2014 | –     | 1      | 1    | 2     |
| 22.     | Dominique Maltais               | Kanada          | 2006–2014 | –     | 1      | 1    | 2     |
| 22.     | Enni Rukajärvi                  | Finlandia       | 2014–2018 | –     | 1      | 1    | 2     |
| 22.     | Chloé Trespeuch                 | Francja         | 2014–2022 | –     | 1      | 1    | 2     |
| 26.     | Stine Brun Kjeldås              | Norwegia        | 1998      | –     | 1      | –    | 1     |
| 26.     | Heidi Renoth                    | Niemcy          | 1998      | –     | 1      | –    | 1     |
| 26.     | Doriane Vidal                   | Francja         | 2002      | –     | 1      | –    | 1     |
| 26.     | Gretchen Bleiler                | USA             | 2006      | –     | 1      | –    | 1     |
| 26.     | Déborah Anthonioz               | Francja         | 2010      | –     | 1      | –    | 1     |
| 26.     | Jekatierina Iluchina            | Rosja           | 2010      | –     | 1      | –    | 1     |
| 26.     | Anke Karstens                   | Niemcy          | 2014      | –     | 1      | –    | 1     |
| 26.     | Tomoka Takeuchi                 | Japonia         | 2014      | –     | 1      | –    | 1     |
| 26.     | Laurie Blouin                   | Kanada          | 2018      | –     | 1      | –    | 1     |
| 26.     | Liu Jiayu                       | ChRL            | 2018      | –     | 1      | –    | 1     |
| 26.     | Selina Jörg                     | Niemcy          | 2018      | –     | 1      | –    | 1     |
| 26.     | Julia Pereira de Sousa-Mabileau | Francja         | 2018      | –     | 1      | –    | 1     |
| 26.     | Queralt Castellet               | Hiszpania       | 2022      | –     | 1      | –    | 1     |
| 26.     | Julia Marino                    | USA             | 2022      | –     | 1      | –    | 1     |
| 26.     | Daniela Ulbing                  | Austria         | 2022      | –     | 1      | –    | 1     |
| 41.     | Meryeta O’Dine                  | Kanada          | 2022      | –     | –      | 2    | 2     |
| 42.     | Shannon Dunn                    | USA             | 1998      | –     | –      | 1    | 1     |
| 42.     | Brigitte Köck                   | Austria         | 1998      | –     | –      | 1    | 1     |
| 42.     | Fabienne Reuteler               | Szwajcaria      | 2002      | –     | –      | 1    | 1     |
| 42.     | Lidia Trettel                   | Włochy          | 2002      | –     | –      | 1    | 1     |
| 42.     | Kjersti Buaas                   | Norwegia        | 2006      | –     | –      | 1    | 1     |
| 42.     | Rosey Fletcher                  | USA             | 2006      | –     | –      | 1    | 1     |
| 42.     | Marion Kreiner                  | Austria         | 2010      | –     | –      | 1    | 1     |
| 42.     | Olivia Nobs                     | Szwajcaria      | 2010      | –     | –      | 1    | 1     |
| 42.     | Jenny Jones                     | Wielka Brytania | 2014      | –     | –      | 1    | 1     |
| 42.     | Alona Zawarzina                 | Rosja           | 2014      | –     | –      | 1    | 1     |
| 42.     | Arielle Gold                    | USA             | 2018      | –     | –      | 1    | 1     |
| 42.     | Ramona Theresia Hofmeister      | Niemcy          | 2018      | –     | –      | 1    | 1     |
| 42.     | Tess Coady                      | Australia       | 2022      | –     | –      | 1    | 1     |
| 42.     | Glorija Kotnik                  | Słowenia        | 2022      | –     | –      | 1    | 1     |
| 42.     | Kokomo Murase                   | Japonia         | 2022      | –     | –      | 1    | 1     |
| 42.     | Sena Tomita                     | Japonia         | 2022      | –     | –      | 1    | 1     |

### Klasyfikacja państw
Poniższa tabela przedstawia klasyfikację państw, które zdobyły przynajmniej jeden medal olimpijski w snowboardingu. Uwzględniono wspólnie medale zdobyte przez mężczyzn i kobiety.
| Miejsce | Państwo                     | Złoto | Srebro | Brąz | Razem |
| ------- | --------------------------- | ----- | ------ | ---- | ----- |
| 1.      | USA                         | 17    | 8      | 10   | 35    |
| 2.      | Szwajcaria                  | 8     | 2      | 4    | 14    |
| 3.      | Kanada                      | 5     | 5      | 7    | 17    |
| 4.      | Austria                     | 5     | 2      | 4    | 11    |
| 5.      | Francja                     | 4     | 5      | 4    | 13    |
| 6.      | Czechy                      | 3     | –      | 1    | 4     |
| 7.      | Rosja                       | 2     | 2      | 1    | 5     |
| 8.      | Niemcy                      | 1     | 4      | 2    | 7     |
| 9.      | Australia                   | 1     | 4      | 1    | 6     |
| 10.     | Japonia                     | 1     | 2      | 4    | 7     |
| 11.     | Włochy                      | 1     | 2      | 2    | 5     |
| 12.     | ChRL                        | 1     | 2      | –    | 3     |
| 13.     | Nowa Zelandia               | 1     | 1      | 1    | 3     |
| 14.     | Holandia                    | 1     | –      | –    | 1     |
| 15.     | Norwegia                    | –     | 4      | 1    | 5     |
| 16.     | Słowenia                    | –     | 2      | 3    | 5     |
| 17.     | Finlandia                   | –     | 2      | 2    | 4     |
| 18.     | Hiszpania                   | –     | 1      | 1    | 2     |
| 19.     | Korea Południowa            | –     | 1      | –    | 1     |
| 19.     | Słowacja                    | –     | 1      | –    | 1     |
| 19.     | Szwecja                     | –     | 1      | –    | 1     |
| 22.     | Wielka Brytania             | –     | –      | 2    | 2     |
| 23.     | Rosyjski Komitet Olimpijski | –     | –      | 1    | 1     |

#### Klasyfikacja państw według lat
W poniższej tabeli zestawiono państwa według liczby medali zdobytych w snowboardingu podczas kolejnych edycji zimowych igrzysk olimpijskich. Przedstawiono sumę wszystkich medali (złotych, srebrnych i brązowych) we wszystkich konkurencjach łącznie.
| Państwo                     | '98 | '02 | '06 | '10 | '14 | '18 | '22 | Suma |
| --------------------------- | --- | --- | --- | --- | --- | --- | --- | ---- |
| Australia                   | –   | –   | –   | 1   | 1   | 2   | 2   | 6    |
| Austria                     | 1   | –   | 1   | 2   | 2   | 1   | 4   | 11   |
| ChRL                        | –   | –   | –   | –   | –   | 1   | 2   | 3    |
| Czechy                      | –   | –   | –   | –   | 1   | 2   | 1   | 4    |
| Finlandia                   | –   | –   | 1   | 1   | 1   | 1   | –   | 4    |
| Francja                     | 1   | 3   | 1   | 3   | 2   | 2   | 1   | 13   |
| Hiszpania                   | –   | –   | –   | –   | –   | 1   | 1   | 2    |
| Holandia                    | –   | –   | –   | 1   | –   | –   | –   | 1    |
| Japonia                     | –   | –   | –   | –   | 3   | 1   | 3   | 7    |
| Kanada                      | 1   | –   | 1   | 3   | 2   | 4   | 6   | 17   |
| Korea Południowa            | –   | –   | –   | –   | –   | 1   | –   | 1    |
| Niemcy                      | 2   | –   | 1   | –   | 2   | 2   | –   | 7    |
| Norwegia                    | 2   | –   | 1   | –   | 1   | –   | 1   | 5    |
| Nowa Zelandia               | –   | –   | –   | –   | –   | 1   | 2   | 3    |
| Rosja                       | –   | –   | –   | 1   | 4   | –   | –   | 5    |
| Rosyjski Komitet Olimpijski | –   | –   | –   | –   | –   | –   | 1   | 1    |
| Słowacja                    | –   | –   | 1   | –   | –   | –   | –   | 1    |
| Słowenia                    | –   | –   | –   | –   | 2   | 1   | 2   | 5    |
| Szwajcaria                  | 2   | 2   | 4   | 1   | 3   | 1   | 1   | 14   |
| Szwecja                     | –   | 1   | –   | –   | –   | –   | –   | 1    |
| USA                         | 2   | 5   | 7   | 5   | 5   | 7   | 4   | 34   |
| Wielka Brytania             | –   | –   | –   | –   | 1   | 1   | –   | 2    |
| Włochy                      | 1   | 1   | –   | –   | –   | 1   | 2   | 5    |
| suma                        | 12  | 12  | 18  | 18  | 30  | 30  | 33  | 153  |

#### Klasyfikacja państw według konkurencji
W poniższej tabeli przedstawiono liczbę medali zdobytych przez poszczególne państwa w konkurencjach snowboardowych. Zastosowano skróty używane przez Międzynarodową Federację Narciarską:
- GS – slalom gigant,
- HP – half-pipe,
- PGS – slalom gigant równoległy,
- SBX – snowboard cross,
- PSL – slalom równoległy,
- SS – slopestyle,
- BA – big air,
- BXT – drużynowy snowboard cross.

| Państwo                     | GS (m) | HP (m) | PGS (m) | SBX (m) | PSL (m) | SS (m) | BA (m) | GS (k) | HP (k) | PGS (k) | SBX (k) | PSL (k) | SS (k) | BA (k) | BXT | Suma |
| --------------------------- | ------ | ------ | ------- | ------- | ------- | ------ | ------ | ------ | ------ | ------- | ------- | ------- | ------ | ------ | --- | ---- |
| Australia                   | –      | 2      | –       | 1       | –       | –      | –      | –      | 2      | –       | –       | –       | 1      | –      | –   | 6    |
| Austria                     | –      | –      | 3       | 1       | 1       | –      | –      | 1      | –      | 2       | –       | 1       | –      | 2      | –   | 11   |
| ChRL                        | –      | –      | –       | –       | –       | 1      | 1      | –      | 1      | –       | –       | –       | –      | –      | –   | 3    |
| Czechy                      | –      | –      | –       | –       | –       | –      | –      | –      | –      | 2       | 2       | –       | –      | –      | –   | 4    |
| Finlandia                   | –      | 2      | –       | –       | –       | –      | –      | –      | –      | –       | –       | –       | 2      | –      | –   | 4    |
| Francja                     | –      | –      | 1       | 4       | –       | –      | –      | 1      | 1      | 2       | 4       | –       | –      | –      | –   | 13   |
| Hiszpania                   | –      | –      | –       | 1       | –       | –      | –      | –      | 1      | –       | –       | –       | –      | –      | –   | 2    |
| Holandia                    | –      | –      | –       | –       | –       | –      | –      | –      | –      | 1       | –       | –       | –      | –      | –   | 1    |
| Japonia                     | –      | 4      | –       | –       | –       | –      | –      | –      | 1      | 1       | –       | –       | –      | 1      | –   | 7    |
| Kanada                      | 1      | –      | 1       | 2       | –       | 5      | 2      | –      | –      | –       | 4       | –       | 1      | –      | 1   | 17   |
| Korea Południowa            | –      | –      | 1       | –       | –       | –      | –      | –      | –      | –       | –       | –       | –      | –      | –   | 1    |
| Niemcy                      | –      | –      | –       | –       | –       | –      | –      | 1      | 1      | 3       | –       | 2       | –      | –      | –   | 7    |
| Norwegia                    | –      | 1      | –       | –       | –       | 1      | 1      | –      | 2      | –       | –       | –       | –      | –      | –   | 5    |
| Nowa Zelandia               | –      | –      | –       | –       | –       | –      | –      | –      | –      | –       | –       | –       | 1      | 2      | –   | 3    |
| Rosja                       | –      | –      | 1       | 1       | 1       | –      | –      | –      | –      | 2       | –       | –       | –      | –      | –   | 5    |
| Rosyjski Komitet Olimpijski | –      | –      | 1       | –       | –       | –      | –      | –      | –      | –       | –       | –       | –      | –      | –   | 1    |
| Słowacja                    | –      | –      | –       | 1       | –       | –      | –      | –      | –      | –       | –       | –       | –      | –      | –   | 1    |
| Słowenia                    | –      | –      | 3       | –       | 1       | –      | –      | –      | –      | 1       | –       | –       | –      | –      | –   | 5    |
| Szwajcaria                  | 1      | 3      | 5       | –       | –       | –      | –      | –      | 1      | 2       | 2       | –       | –      | –      | –   | 14   |
| Szwecja                     | –      | –      | 1       | –       | –       | –      | –      | –      | –      | –       | –       | –       | –      | –      | –   | 1    |
| USA                         | –      | 9      | 1       | 3       | –       | 2      | 1      | –      | 11     | 1       | 2       | –       | 3      | 1      | 1   | 35   |
| Wielka Brytania             | –      | –      | –       | –       | –       | –      | 1      | –      | –      | –       | –       | –       | 1      | –      | –   | 2    |
| Włochy                      | 1      | –      | –       | 1       | –       | –      | –      | –      | –      | 1       | 1       | –       | –      | –      | 1   | 5    |
| suma                        | 3      | 21     | 18      | 15      | 3       | 9      | 6      | 3      | 21     | 15      | 15      | 3       | 9      | 6      | 3   | 153  |